# Камрось (Альберта)
 Камрось  (англ. Camrose) — місто (501,6 км²) в провінції Альберта в Канаді. Розміщується на Шосе 13 (англ. Highway 13). Місто розташоване за 90 км на південний схід від міста Едмонтон —населення: 15 620 мешканців (2006) зі щільністю (501,6/км²).